# Dendrocerus rectangularis
Dendrocerus rectangularis är en stekelart som först beskrevs av Jean-Jacques Kieffer 1907.  Dendrocerus rectangularis ingår i släktet Dendrocerus och familjen trefåresteklar. Arten är reproducerande i Sverige. Inga underarter finns listade i Catalogue of Life.